# Économie d'Israël
L'économie israélienne est basée sur un système capitaliste moderne d'un pays jeune qui se caractérise par un secteur public relativement important et un secteur de la high-tech en croissance rapide. Les entreprises israéliennes, principalement dans ce domaine, sont très appréciées sur les marchés financiers mondiaux : Israël est le deuxième pays en nombre de sociétés cotées au NASDAQ, après les États-Unis.
En 2010, Israël a officiellement rejoint l'OCDE. En outre, c'est le pays au monde avec le plus fort pourcentage d'ingénieurs dans la population active.

## Quelques chiffres
- PNB ppa (à parité de pouvoir d'achat) : 201 milliards de dollars selon CIA factbook (2008). Le pays est au 52e rang mondial.

- PNB par habitant ppa : 31 767 dollars (estimation 2007 du FMI). Le pays est au 18e rang mondial[5].

- Augmentation réelle du PNB par année : + 5,3 % (2005), + 5,2 % (2006), + 5,3 % (2007), + 4,2 % (2008)[1].

- Les réserves de changes atteignent 60 milliards de dollars fin septembre 2009 (en hausse de 100 % comparé à septembre 2007). Cette hausse substantielle est due à la politique de la BOI (Banque d'Israël) qui consiste à acheter massivement du dollar (100 millions de dollars par jour depuis mi 2008) afin de limiter la très forte appréciation du shekel qui pénalise les exportateurs israéliens[6],[7].

- La dette est en très net recul depuis 2004 où elle avait atteint 104,5 % du PIB. Elle est désormais redescendue à 78 % du PIB soit très proche de la moyenne des pays de l'OCDE[1].

- La balance des paiements est positive : +1,6 milliard de dollars en 2008 (+4,2 milliards de dollars en 2007)[1].

Son taux de chômage est de 6,5 % de la population active pour le 1er trimestre 2008. Le taux d'activité des 15-65 ans, structurellement bas pour des raisons culturelles et démographiques, atteint 56,8 % en 2007, contre 53,2 % en 2003 (pour rappel la moyenne des pays de l'OCDE est d'environ 65 %, 60 % en France).
Après une violente récession durant les années 2001-2002, le pays connaît une forte croissance économique qui a atteint 4,8 % du PIB en 2004, 5,3 % en 2005, et 5,2 % selon le Bureau central des statistiques d'Israël pour 2006, malgré la guerre au Liban. Sur la première moitié de 2007, la croissance atteint 6,6 % en rythme annuel - au-dessus des prévisions de la Banque d'Israël.

## Histoire économique du pays

### Premières décennies

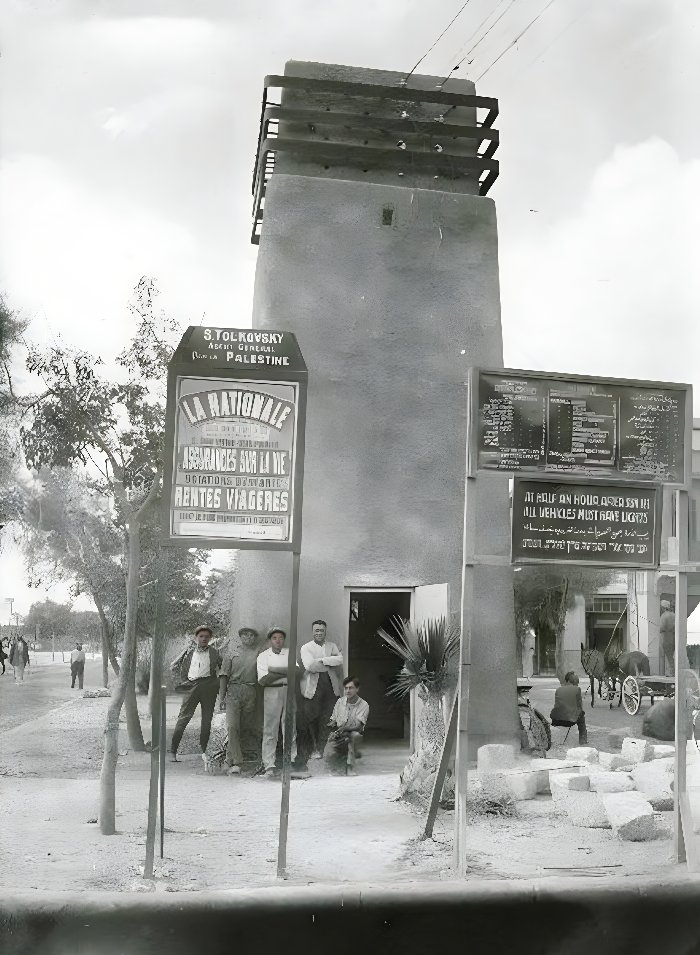
Station de transformation et réclames en français, Jaffa, 1924

Créé en 1948, les principales sources de croissance d'Israël relèvent du talent de ses ressources humaines[réf. nécessaire] qui ont permis en grande partie des taux de croissance à deux chiffres pendant les deux premières décennies d'existence du pays. Les années qui suivirent la guerre de Kippour en 1973 ont fait perdre dix années de croissance au pays et entraîné une inflation à trois chiffres, entrainant un effondrement de la livre israélienne.
L'inflation, qui était déjà de 13 % en 1971, a explosé après les quasi doublement puis quadruplement des prix du pétrole en 1973 puis 1979 : 111 % en 1979, 133 % en 1980, 191 % en 1983, et finalement 445 % en 1984, menaçant de passer le cap des 1000 % l'année suivante. Cependant la consommation des ménages a fortement augmenté, 28 % entre 1980 et 1983.
À partir de 1985, un plan de stabilisation économique et des réformes dans le sens d'une économie de marché ont ranimé le dynamisme économique et permis une nouvelle croissance rapide dans les années 1990.

### Années 1990

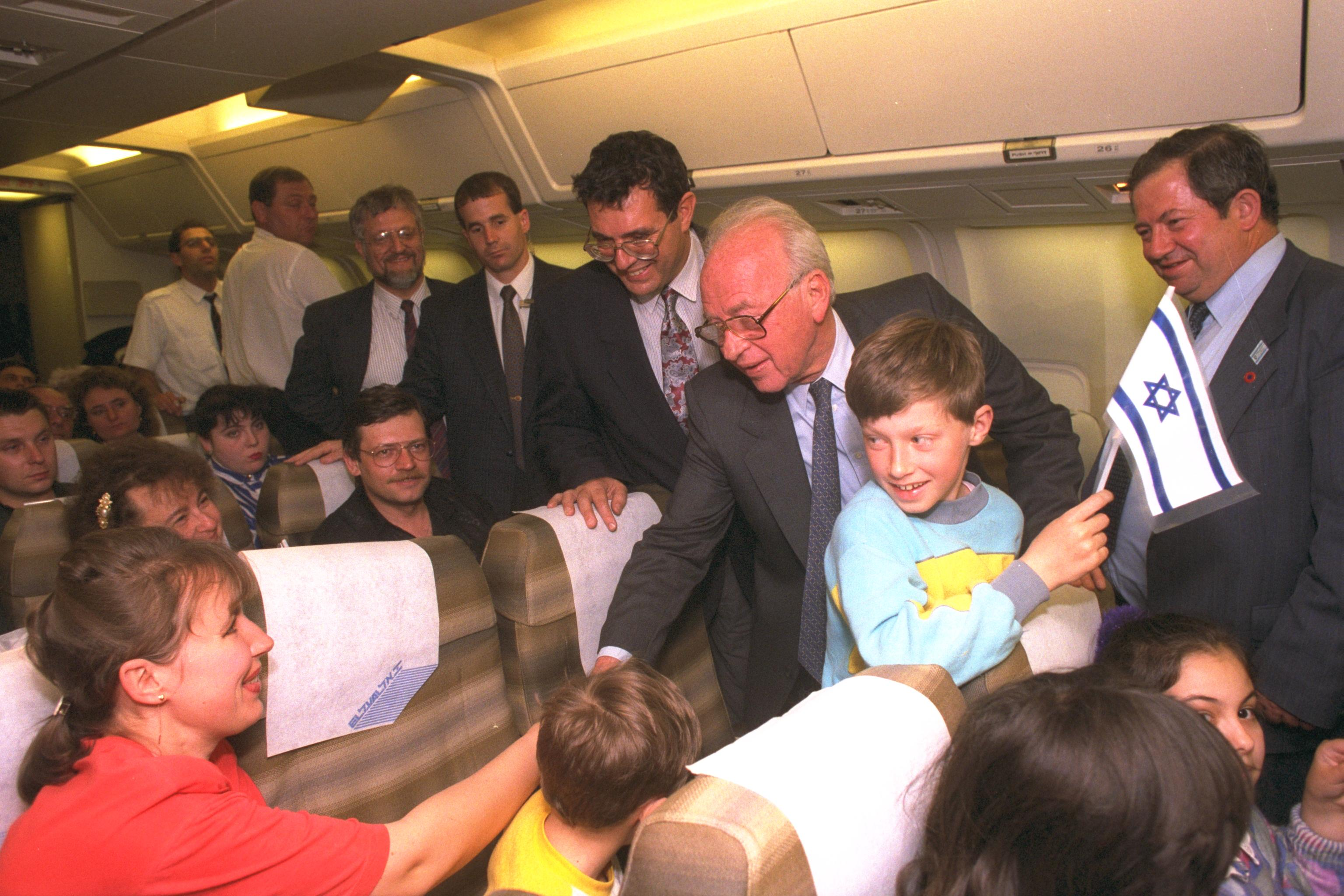
Yitzhak Rabin serre la main de nouveaux immigrants russes venus de Moscou, 27 avril 1994

Les vagues d'immigration massive des années 1990, avec l'Aliyah de plus d'un million de Juifs hautement qualifiés originaires de l'ancien Bloc de l'Est, a donné une nouvelle accélération à l'économie israélienne grâce à leur force de travail et leur impact sur une augmentation de la consommation.
Le processus de paix israélo-palestinien, lancé par la conférence de Madrid de 1991 et qui a conduit aux Accords d'Oslo en 1993 et au traité de paix israélo-jordanien en 1994, a grandement profité à l'économie israélienne en mettant un terme à l'isolement économique du pays et en favorisant une intégration régionale et une ouverture des relations économiques avec ses voisins. Cela a également marqué le début d'une augmentation des exportations israéliennes vers l'Asie de l'Est et des investissements étrangers en Israël.
En 1998, Tel Aviv est cité par le magazine Newsweek comme l'une des dix villes du monde les plus influentes technologiquement parlant.

### Années 2000
Les années 2000 sont doublement marquées par la récession des années 2001-2002 et la forte reprise due aux réformes libérales drastiques conduites par le ministre des Finances Benyamin Netanyahou.
À la suite de l'effondrement de la bulle high tech et au début de la nouvelle Intifada, l'économie israélienne connaît à partir de 2001, une violente récession se traduisant par un recul du PIB de 0,3 % en 2001 et de 1,2 % en 2002 (en PIB par habitant, le recul cumulé sur les deux ans atteint 6 %). Le chômage explose et s'approche fin 2003 des 11 %.
À partir de 2003, Benyamin Netanyahou, ministre des Finances du second gouvernement d'Ariel Sharon, entreprend une politique de réformes profondes, comprenant une baisse massive des impôts, une refonte du système des retraites et de l'assurance maladie, et surtout des coupes brutales dans le budget et en particulier dans les allocations - l'idée étant de forcer les gens à travailler (particulièrement les populations arabes et haredim).
Ce plan est un succès sur le plan macroéconomique[pas clair] mais, à court terme, il plonge de nombreuses familles (en particulier arabes et ultra-orthodoxes) dans la pauvreté. La croissance redémarre à partir d'août 2003 et atteint 1,8 % sur l'ensemble de l'année, puis 4,8 % en 2004, 5,2 % en 2005, et 5,1 % en 2006.
Le chômage tombe à 7,7 % fin 2006, et le taux d'activité, structurellement bas en Israël, augmente de 53 % a 55,8 % fin 2006. Le taux de dépenses publiques, qui représentait 77 % du PIB en 1985, et 55 % en 2002, est tombé à 49 % en 2006 malgré les dépenses dues à la guerre au Liban.
De même, la dette publique, qui culminait à 110 % du PIB en 2002 est redescendue à 85 % en 2007, et à la suite des excédents budgétaires de cette même année, devrait tomber à 77 % début 2008.
Parallèlement, la Bourse israélienne retrouve dès fin 2004 ses records de l'an 2000 et les dépasse de plus de 40 % début 2006. De 2003 à 2006, les indices de la Bourse de Tel Aviv ont été multipliés par un facteur 3. En février 2007, les indices de la bourse de Tel Aviv atteignent les 1 000 points, contre 100 en 1992.

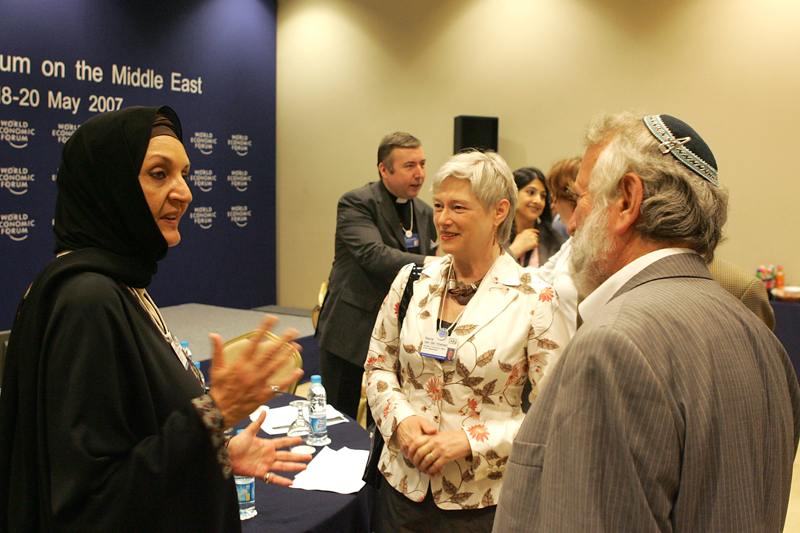
Forum économique mondial, Conseil israélo-palestinien, Jordanie, 2007

2006 est aussi l'année des records d'investissements étrangers avec un total de plus de 23 milliards de dollars (dont 4 milliards pour le rachat de ISCAR Metalworking par Warren Buffett, le deuxième homme le plus riche du monde). Pour la première fois de son histoire, Israël connaît un excédent commercial qui atteint 2,2 milliards de dollars. Des milliardaires et magnats américains dont Bill Gates, le même Warren Buffett ou Donald Trump ont chacun loué l'environnement économique israélien.
Lors de la crise économique de 2008, Israël a réussi à garder une croissance aux alentours de 1,1 % alors que les États-Unis, l'Union Européenne et l'OCDE en général affichaient des croissances négatives. Bien que la consommation des israéliens eût légèrement augmenté, les investissements et les exportations s'étaient quant à eux effondrés avant de repartir l'année suivante, avec des taux supérieurs à l'année précédant la crise, 2007 ; les exportations de biens et services avaient alors augmenté de 13,5 %. Comme tous les autres pays occidentaux, Israël avait certes été touchée, mais bien moins violemment que des nations comme la France ou les États-Unis, gardant une création d'emplois assez importante ainsi qu'une consommation.

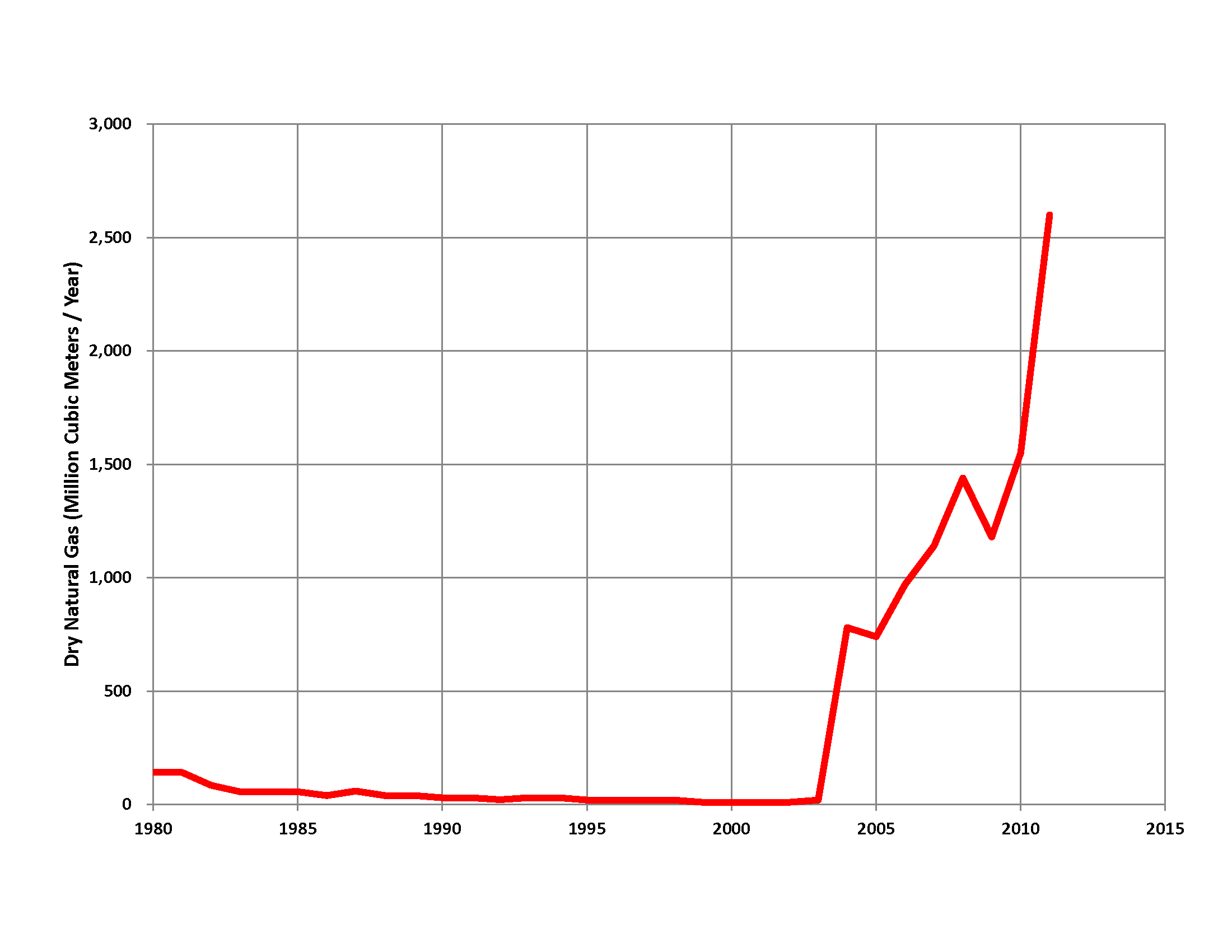
Production de gaz naturel en Israël, 1980-2012

### Années 2010
En 2010, Israël a officiellement rejoint l'OCDE au vu des progrès économiques et réformes réalisés.
Israël dispose d'immenses ressources en gaz naturel, dont la découverte est récente et l'exploitation prévue à partir de 2013. Ces ressources sont de nature à transformer Israël en exportateur de gaz, ce qui aura probablement des conséquences très importantes sur son économie.
L'écart de rémunération entre hommes et femmes pour un temps plein est de 22 %, faisant d’Israël le quatrième pays le plus inégalitaire de l'OCDE en la matière.

## Structure de l'économie

### Primaire

#### Agriculture
2,8 % du PIB du pays provient de l'activité agricole. Israël importe d'importantes quantités de céréales mais est totalement suffisant pour les autres produits agricoles. De nombreuses variétés d'agrumes (notamment oranges, pamplemousses et citrons) sont développés par les producteurs israéliens.

#### Matières premières

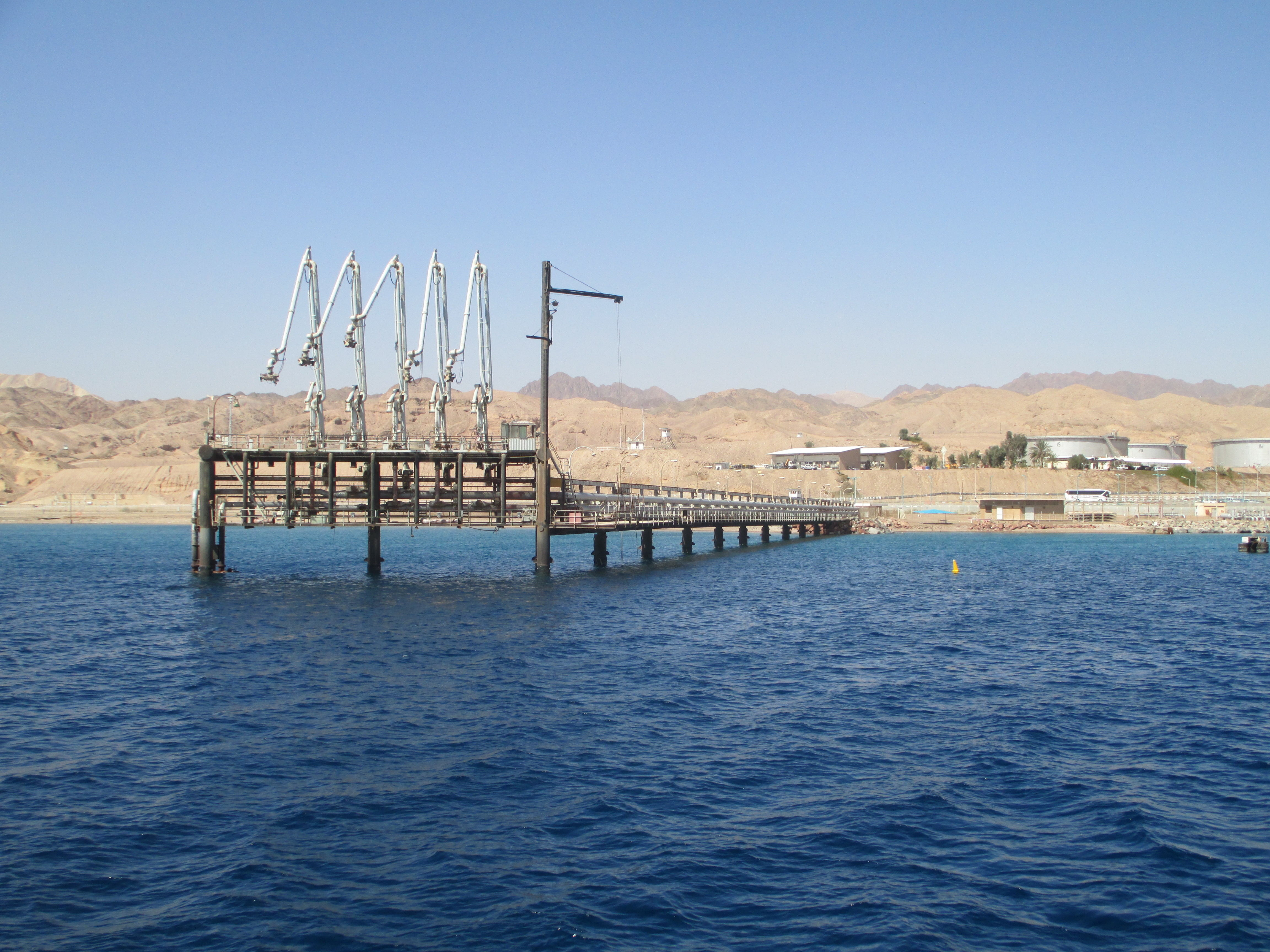
Terminal pétrolier à Eilat

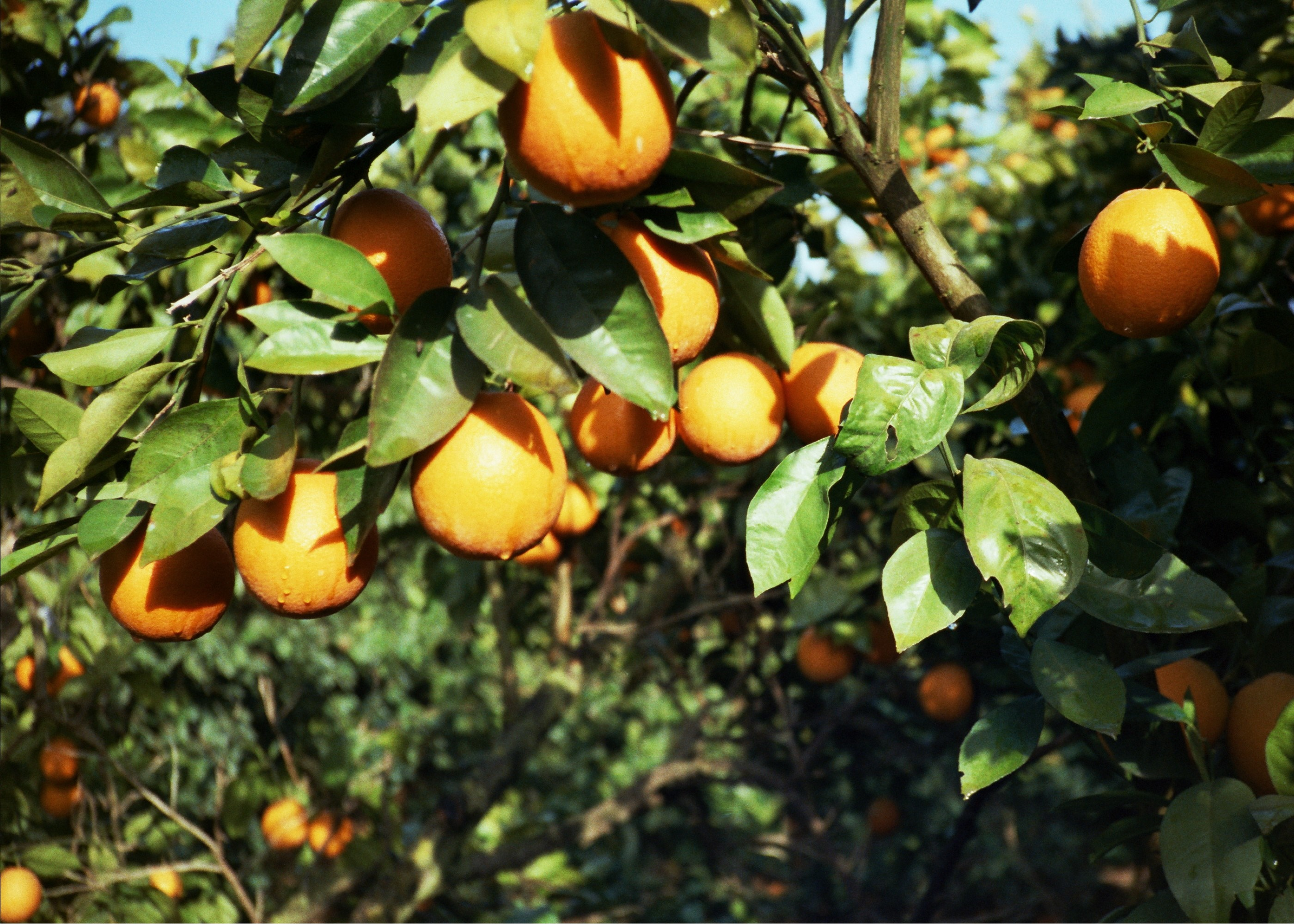
Orangers au kibbutz Ein Hahoresh

L'État d'Israël est relativement pauvre en ressources naturelles. Ainsi, l'État hébreu importe une bonne part de sa consommation énergétique (100 % de sa consommation pétrolière par exemple) et alimentaire. Le pays importe également de grandes quantités de diamants bruts (d'Afrique du Sud notamment) et d'autres produits industriels. Le pays commerce principalement avec l'Union européenne et les États-Unis. Mais l'Asie prend de plus en plus de poids dans la balance commerciale israélienne.
D'importantes quantités de gaz naturel ont été découvertes récemment au large des côtes israéliennes. L'exploitation du réservoir d'hydrocarbure appelé Tamar 2 a commencé le 30 mars 2013.

#### Ressources naturelles
- bois de construction
- potasse
- minerai de cuivre
- gaz naturel
- phosphate
- bromure de magnésium
- argile
- sable

Hormis ces quelques ressources, l'État d'Israël est relativement pauvre en ressources naturelles.

### Secondaire

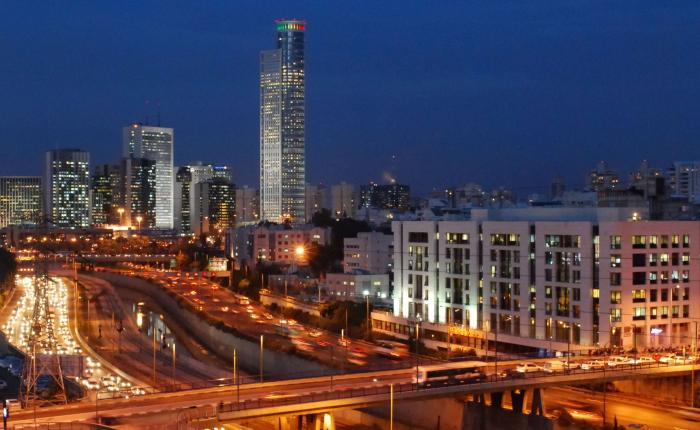
Complexe d'affaires de Ramat Gan, plateforme de l'industrie diamantaire.

Les principaux secteurs de l'industrie israélienne sont :
- la métallurgie ;
- les équipements électroniques et bio-médicaux ;
- les produits alimentaires ;
- les produits chimiques ;
- les équipements de transport ;
- l'industrie israélienne du diamant est l'un des plus importants centres du monde dans la taille de diamants ;
- les équipements militaires électroniques (Israël est un exportateur important d'équipements militaires avec une part de 10 % du marché mondial)[réf. nécessaire].

Contrairement aux autres industries des pays occidentaux, la production industrielle israélienne a augmenté de 1,4 % en 2012, alors que la quasi-totalité des autres pays-membres de l'OCDE avaient une production en déclin, la perte moyenne de production étant alors à 2,9 %.

### Tertiaire
- Le secteur des services est également bien représenté.
- Ce pays est une importante destination touristique, qu'il tente de développer par des actions ciblées de promotion touristique envers les professionnels internationaux du secteur.

#### Israël, «start-up nation»

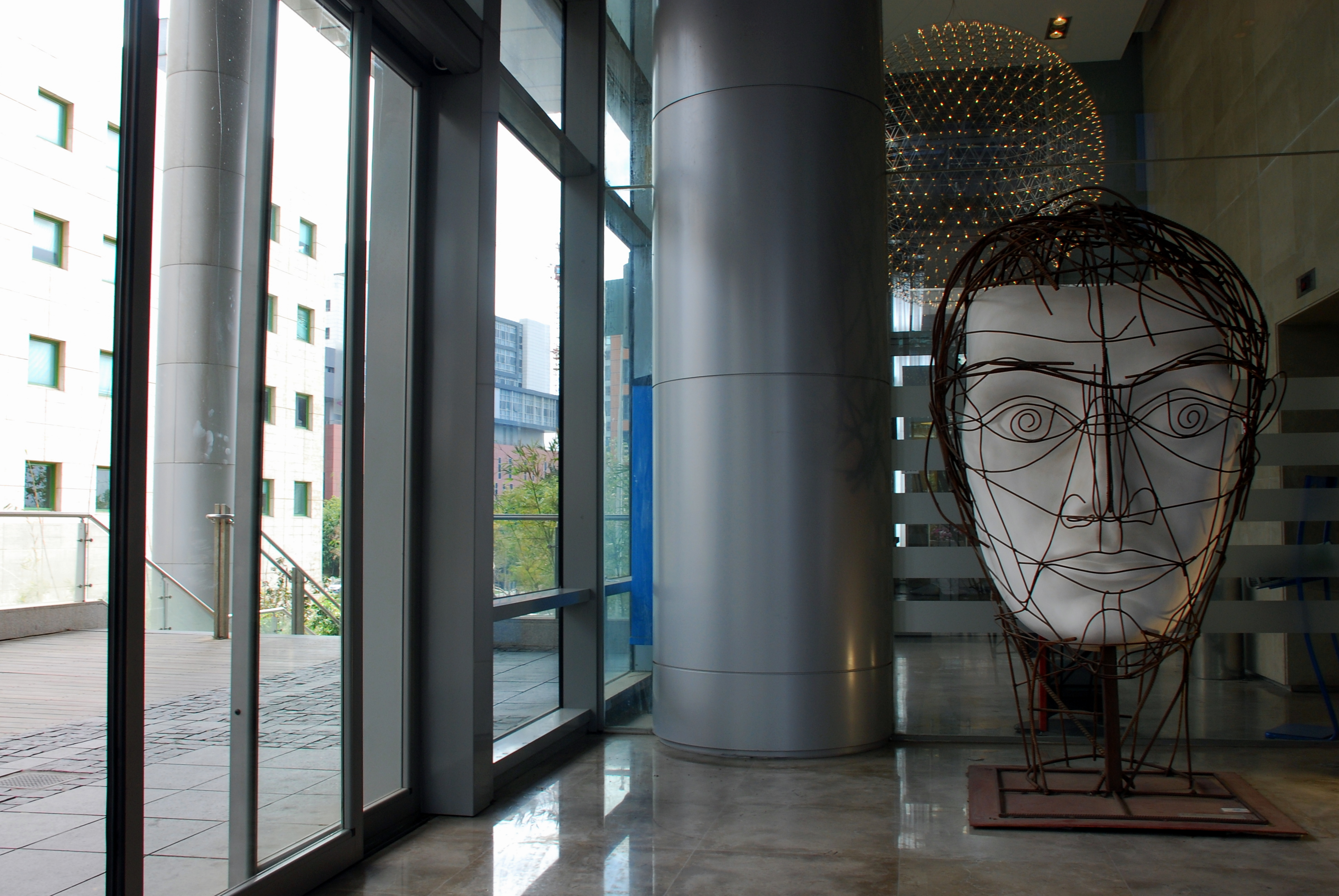
Hall d'une société high tech, Herzliya

Depuis le début des années 2010, Israël incarne la « start-up nation », avec plus de 6 000 start-up, ce qui, rapporté aux 8 millions de citoyens, place Israël à la première place mondiale par le nombre de jeunes pousses par habitant. Onze start-up valorisées plus d'un milliard de dollars sont établies en Israël (3 en France). Celles-ci sont établies de Haïfa à Beer-Sheva, en passant par Tel Aviv et Jérusalem. La réussite ces start-up est incarnée par les entreprises Waze et Mobileye, chacune rachetée pour plus d'un milliard de dollars. Cette réussite est due aux investissements en recherche et développement (R&D) qui atteignent 4,3 % du PIB israélien (2,2 % en France). Ces start-up s'appuient aussi sur l'excellence universitaire et particulièrement le Technion de Haïfa (où trois Prix Nobel israéliens enseignent en 2013) ainsi que sur les besoins de la défense israélienne. En outre, avec 135 ingénieurs pour 1 000 habitants (contre 88 pour le Japon et 85 pour les États-Unis) en 2013, Israël est le pays avec la concentration en ingénieurs la plus élevée  au monde. Néanmoins, le revers de la médaille de la fulgurante high tech israélienne s'illustre par un manque devenu critique d'ingénieurs qualifiés en Israël malgré son fort pourcentage dans la population, du fait d'une fuite des cerveaux d'une part, et de l'impossibilité de former dans un temps très court encore plus d'ingénieurs d'autre part. Israël recrute donc à l'étranger et même auprès des ingénieurs palestiniens dont nombre sont au chômage,.

## Partenaires économiques
L'économie est substantiellement soutenue par des subsides des États-Unis. Ainsi, les seuls subsides militaires américains à Israël s'élevaient en 2011 à trois milliards de dollars, soit 1,2 % du PIB israélien.
En 1997, les États-Unis sont le premier partenaire économique du pays avec un total de 12,6 milliards de dollars échangés sur l'année : les Américains exportent des ordinateurs, des circuits intégrés, des avions et des équipements militaires, du blé et des automobiles vers Israël, tandis qu'ils importent des diamants taillés, des bijoux, des circuits intégrés et du matériel de télécommunication en provenance d'Israël. Depuis le 1er septembre 1985, des accords bilatéraux de libre-échange ont progressivement supprimé les taxes douanières entre ces deux pays, pour un grand nombre de marchandises.
Des accords d'échange et de coopération existent également avec l'Union européenne et le Canada, et sont recherchés avec la Turquie, la Jordanie et plusieurs pays d'Europe de l'Est.
Jusqu'à la dernière décennie[Laquelle ?], les échanges avec le monde arabe se limitaient au strict minimum à cause du boycott de la Ligue arabe qui refusait non seulement de faire du commerce avec ce pays mais aussi avec toute entreprise commerçant avec Israël ou toute entreprise commerçant avec une entreprise qui commencerait avec Israël (boycott au deuxième et troisième degrés).

### Exportations

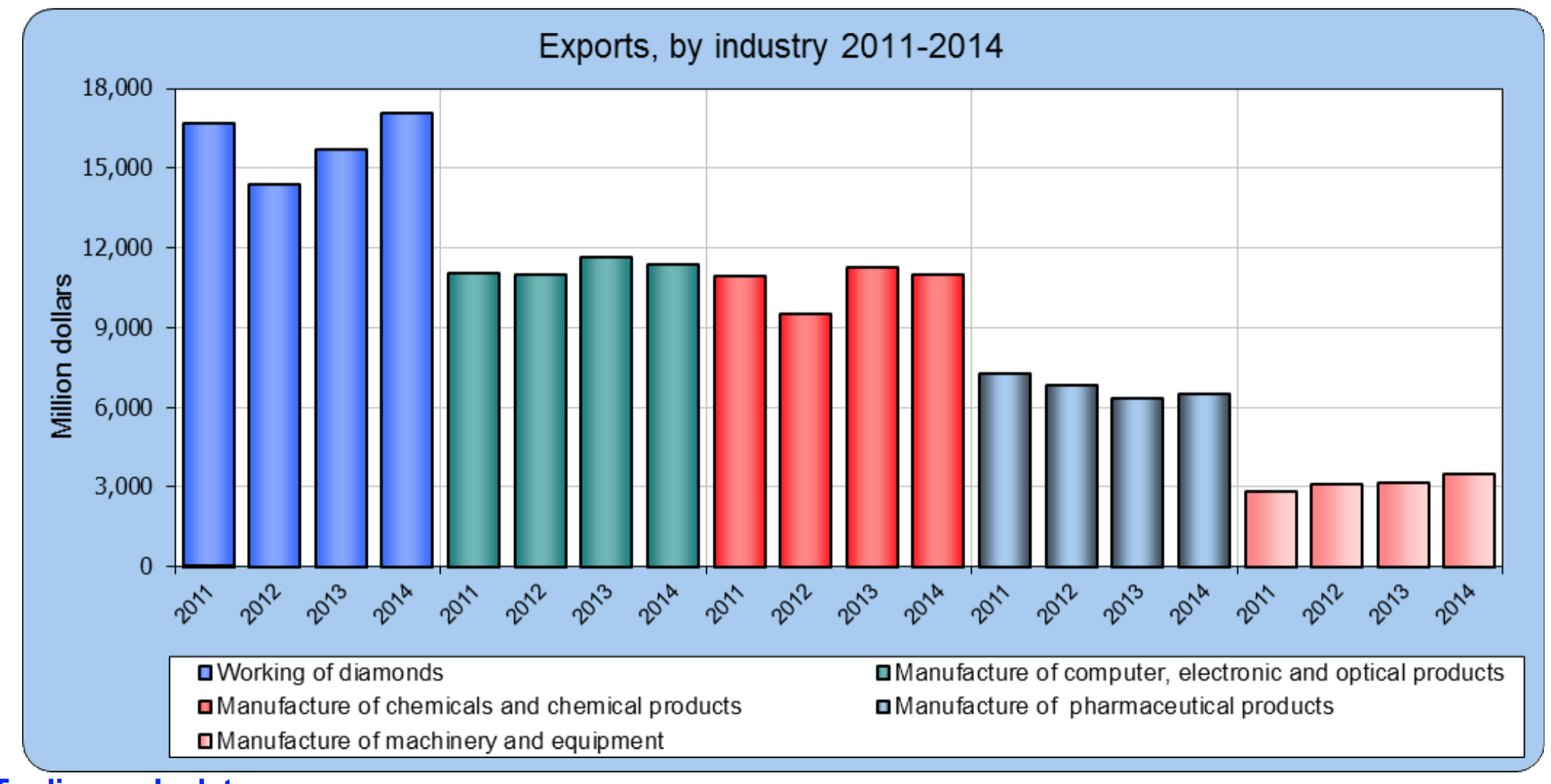
Exportations israéliennes par secteur entre 2011 et 2014

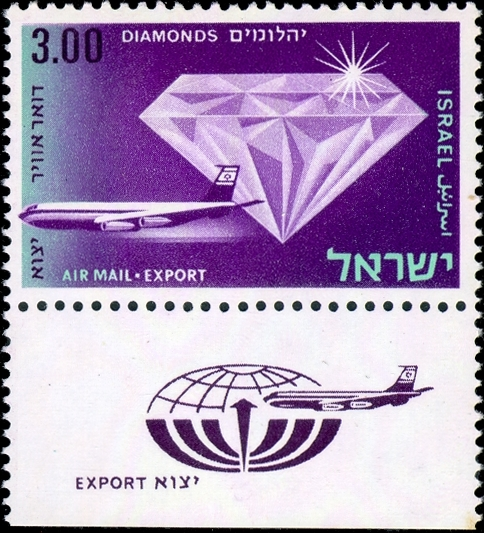
Timbre israélien, 1968

Selon le bureau central des statistiques israélien publiant en juillet 2015, les exportations de marchandises israéliennes totalisent un montant de 69 milliards de dollars en 2014, soit une augmentation de 3,3 % par rapport à l'année précédente et de 9,2 % comparé à 2012.
Les exportations israéliennes aux États-Unis en 2006 sont de 19 milliards de dollars, soit 44 % de l'ensemble des exportations. Elles ont augmenté de plus de 800 % depuis 1985. En 2014, elles s'élèvent à 18,6 milliards de dollars avec une part importante dans le secteur du diamant taillé. Le même choix de secteur d'exportations israéliennes est effectué par les pays asiatiques pour un montant total, toute industrie confondue, de 17,4 milliards de dollars (dont la Russie près d'un milliard, le Japon 787,7 millions de dollars). À la même date, les exportations vers l'Union européenne s'élèvent à 18,8 milliards de dollars (dont l'Allemagne 1,7 milliard, la Grèce 458,2 millions de dollars) avec une part importante du secteur médical et pharmaceutique. Les exportations auprès de tous les autres pays restant atteignent 14,2 milliards de dollars (dont le Mexique 464,4 millions de dollars) avec une préférence pour les produits issus de l'industrie chimique, en 2014.